# 帕尔米蒂纽
帕尔米蒂纽是巴西南大河州的一个市镇。总面积144.046平方公里，总人口6905人，人口密度47.9人/平方公里。